# H.E.R. (album)
H.E.R. è la prima raccolta della cantante statunitense omonima, pubblicata il 20 ottobre 2017 dall'etichetta discografica RCA Records.
Ai Grammy Awards 2019 il disco è stato premiato come miglior album R&B. Inoltre, è stato nominato nella categoria di album dell’anno e la traccia Best Part ha trionfato nella categoria miglior interpretazione R&B.

## Descrizione
La raccolta comprende i brani dei precedenti EP della cantante  H.E.R., Vol. 1 e  H.E.R., Vol. 2, insieme a sei nuove tracce. Queste ultime hanno anche composto un terzo EP, H.E.R., Vol. 2: The B-Sides, pubblicato lo stesso giorno della raccolta.

## Tracce
1. Losing – 3:46 (Gabriella Wilson, Darhyl Camper Jr., Hue "SoundzFire" Stro)
2. Avenue – 3:34 (Wilson, Tiara Thomas, Tyler Acord)
3. Let Me In – 4:57 (Wilson, Andrew Knox Brown)
4. Lights On – 3:40 (Wilson, Daniel Traynor, Michael Orabiyi, Talay Riley)
5. Say It Again – 2:52 (Wilson, Camper, Strother)
6. Facts – 3:39 (Wilson, Camper, Strother, Jermaine Elliott)
7. Focus – 3:20 (Wilson, Camper, Justin Love)
8. U – 2:59 (Wilson, Ambré Perkins, David Harris)
9. Every Kind of Way – 2:40 (WilsonCamperStrother)
10. Best Part (con Daniel Caesar) – 3:29 (Wilson, Ashton Simmonds, Jordan Evans, Matthew Burnett, Riley Bell)
11. Changes – 3:34 (Wilson, Keithen Foster, Perkins, Harris, J. Jordan-Jones, Gabriel Garzón-Montano)
12. Jungle – 5:05 (Wilson, Harris, Anthony Jefferies, Aubrey Graham, Carlo Montagnese, Garzón-Montano, Ilsey Juber, Jordan Ullman, Majid Al-Maskati, Noah Shebib)
13. Free – 3:18 (Wilson, Camper, Elijah Dias)
14. Rather Be – 3:09 (Wilson, Alja Jackson, Harris, Keithen Foster)
15. 2 – 3:09 (Wilson, Ryan Cecil Campbell, Uzoechi Emenike)
16. Hopes Up – 3:06 (Wilson, Anthony Bryant, Harris, Dias)
17. Still Down – 2:49 (Wilson, Camper, Strother, Lolo Zouaï)
18. Wait For It – 2:16 (Wison, Andre Harris, Camper, Strother, Marsha Ambrosius, Natalie Stewart)
19. Pigment – 2:59 (Wilson, Maurice-Brandon Ferguson, Robert Glasper, Shafiq Husayn)
20. Gone Away – 4:10 (Wilson, Anesha Birchett, Antea Shelton, Christopher McClenney, Joshua Scruggs)
21. I Won't – 3:31 (Wilson, Camper, Jordan-Jones, Strother)